# Daniel Amorim
Daniel Amorim Dias da Silva (Rio de Janeiro, 15 settembre 1989) è un calciatore brasiliano, attaccante dell'Operário-PR in prestito dal Velo Clube.

## Caratteristiche tecniche
È un centravanti abile nel gioco aereo.

## Carriera
Daniel Amorim ha iniziato la sua carriera con l'Aquidauanense nel 2011, con cui ha realizzato 19 reti in 20 partite del Campionato Sul-Mato-Grossense diventandone capocannoniere. Nel settembre dello stesso anno, dopo un breve periodo al Marília, ha firmato con il Brasiliense.
Il 4 luglio 2012 si è trasferito al Tupi in Série C, con cui ha esordito in un campionato di livello nazionale il 14 luglio contro il Madureira. Nel 2013 ha firmato con il Tombense, che negli anni seguenti lo ha prestato a Madureira e Duque de Caxias. Dal 2014 al 2017 ha giocato con il club di Tombos realizzando 21 reti in 73 partite fra campionato statale e nazionale per poi passare in prestito a Paysandu e Cuiabá.
Il 22 agosto 2018 è stato mandato in prestito all'Avaí. Utilizzato principalmente come subentrante nella sua prima stagione, nella prima parte del 2019 ha vinto il Campionato Catarinense laureandosi capocannoniere con 9 reti. Il 6 maggio ha debuttato in Série A nella sconfitta esterna per 1-0 contro il Bahia e due settimane più tardi ha realizzato la sua prima ed unica rete nella massima divisione nel pareggio per 1-1 contro il Vasco da Gama. In Coppa del Brasile è arrivato secondo nella classifica dei marcatori con 4 reti in altrettanti incontri.
Nel 2020 si è trasferito in prestito al CRB per poi far ritorno al Tombense l'anno successivo. Dopo un ottimo inizio di stagione caratterizzato dai 6 gol in 7 incontri e dalla vittoria della Recopa Mineira, è stato ceduto in prestito al Vasco da Gama appena retrocesso in Série B.
Nel 2022 ha disputato il Campionato Mineiro con il Tombense prima di passare in prestito al Vila Nova per il resto dell'anno. Tornato al Tombense, ha vinto il Troféu Inconfidência da capocannoniere con 5 reti, classificandosi secondo ad una sola distanza da Hulk nella classifica marcatori globale del Mineirão.

## Statistiche

### Presenze e reti nei club
Statistiche aggiornate al 25 luglio 2023.
| Stagione        | Squadra         | Campionato      | Campionato | Campionato | Coppe nazionali | Coppe nazionali | Coppe nazionali | Coppe continentali | Coppe continentali | Coppe continentali | Altre coppe | Altre coppe | Altre coppe | Totale | Totale | Totale |
| Stagione        | Squadra         | Comp            | Pres       | Reti       | Comp            | Pres            | Reti            | Comp               | Pres               | Reti               | Comp        | Pres        | Reti        | Pres   | Reti   |        |
| --------------- | --------------- | --------------- | ---------- | ---------- | --------------- | --------------- | --------------- | ------------------ | ------------------ | ------------------ | ----------- | ----------- | ----------- | ------ | ------ | ------ |
| 2011            | Aquidauanense   | A/MS            | 20         | 19         |                 | -               | -               |                    | -                  | -                  |             | -           | -           | 20     | 19     |        |
| 2011            | Marília         | PD/SC           | 0          | 0          |                 | -               | -               |                    | -                  | -                  |             | -           | -           | 0      | 0      |        |
| 2012            | Brasiliense     | PD/DF           | 0          | 0          | CB              | 1               | 0               |                    | -                  | -                  |             | -           | -           | 1      | 0      |        |
| 2012            | Tupi            | C               | 6          | 0          |                 | -               | -               |                    | -                  | -                  |             | -           | -           | 6      | 0      |        |
| 2013            | Tombense        | M1/MG           | 1          | 0          |                 | -               | -               |                    | -                  | -                  |             | -           | -           | 1      | 0      |        |
| 2013            | Madureira       | C               | 16         | 6          |                 | -               | -               |                    | -                  | -                  | CR          | 1           | -           | 17     | 6      |        |
| 2014            | Duque de Caxias | A1/RJ           | 9          | 0          |                 | -               | -               |                    | -                  | -                  |             | -           | -           | 9      | 0      |        |
| 2014            | Tombense        | B               | 15         | 5          | CB              | 1               | 0               |                    | -                  | -                  |             | -           | -           | 16     | 5      |        |
| 2015            | Tombense        | M1/MG+B         | 12+7       | 4+0        |                 | -               | -               |                    | -                  | -                  |             | -           | -           | 19     | 4      |        |
| 2016            | Tombense        | M1/MG+B         | 10+18      | 3+9        | CB              | 1               | 0               |                    | -                  | -                  |             | -           | -           | 29     | 12     |        |
| 2017            | Tombense        | M1/MG           | 11         | 0          |                 | -               | -               |                    | -                  | -                  |             | -           | -           | 11     | 0      |        |
| 2017            | Paysandu        | B               | 8          | 0          |                 | -               | -               |                    | -                  | -                  |             | -           | -           | 8      | 0      |        |
| 2017            | Cuiabá          | C               | 6          | 1          |                 | -               | -               |                    | -                  | -                  |             | -           | -           | 6      | 1      |        |
| 2018            | Tombense        | M1/MG+B         | 10+15      | 4+5        |                 | -               | -               |                    | -                  | -                  |             | -           | -           | 25     | 9      |        |
| 2018            | Avaí            | B               | 11         | 3          |                 | -               | -               |                    | -                  | -                  |             | -           | -           | 11     | 3      |        |
| 2019            | Avaí            | PD/SC+A         | 15+9       | 9+1        | CB              | 4               | 4               |                    | -                  | -                  |             | -           | -           | 28     | 14     |        |
| 2020            | Avaí            | PD/SC+B         | 1+6        | 1+1        | CB              | 0               | 0               |                    | -                  | -                  |             | -           | -           | 7      | 2      |        |
| Totale Avaí     | Totale Avaí     | Totale Avaí     | 42         | 15         |                 | 4               | 4               |                    | -                  | -                  |             | -           | -           | 46     | 19     |        |
| 2020            | CRB             | B               | 10         | 0          |                 | -               | -               |                    | -                  | -                  |             | -           | -           | 10     | 0      |        |
| 2021            | Tombense        | M1/MG           | 6          | 5          | CB              | 1               | 1               |                    | -                  | -                  |             | -           | -           | 7      | 6      |        |
| 2021            | Vasco da Gama   | B               | 22         | 4          |                 | -               | -               |                    | -                  | -                  |             | -           | -           | 22     | 4      |        |
| 2022            | Tombense        | M1/MG           | 9          | 1          | CB              | 1               | 0               |                    | -                  | -                  |             | -           | -           | 10     | 1      |        |
| 2022            | Vila Nova       | B               | 31         | 2          |                 | -               | -               |                    | -                  | -                  | CV          | 1           | 0           | 32     | 2      |        |
| 2023            | Tombense        | M1/MG+B         | 11+9       | 10+2       | CB              | 3               | 0               |                    | -                  | -                  |             | -           | -           | 23     | 12     |        |
| Totale Tombense | Totale Tombense | Totale Tombense | 134        | 43         |                 | 7               | 1               |                    | -                  | -                  |             | -           | -           | 141    | 44     |        |
| Totale carriera | Totale carriera | Totale carriera | 304        | 95         |                 | 12              | 5               |                    | -                  | -                  |             | 2           | 0           | 318    | 100    |        |

## Palmarès

### Club
- Campionato Catarinense: 1

Avaí: 2019
- Recopa Mineira: 1

Tombense: 2021
- Troféu Inconfidência: 1

Tombense: 2023
- Campionato Paranaense: 1

Operário-PR: 2025

### Individuale
- Capocannoniere del Campionato Sul-Mato-Grossense: 1

2011 (19 reti)
- Capocannoniere del Campionato Catarinense: 1

2019 (9 reti)
- Capocannoniere del Troféu Inconfidência: 1

2023 (5 reti)